# جراردز کراس
جراردز کراس (به انگلیسی: Gerrards Cross) یک روستا و محله مدنی در بریتانیا است که در South Bucks واقع شده‌است. جراردز کراس ۱۰٫۸۸ کیلومتر مربع مساحت و ۸٬۰۱۷ نفر جمعیت دارد.